# Église de Sonkajärvi
L’église de Sonkajärvi est construite à Sonkajärvi en Finlande sur les plans de l'architecte Josef Stenbäck.

## Description
Elle est bâtie de 1909 à 1910 de granite gris.
Son asymétrie et d'autres détails sont typiques de l'impact de l'Art nouveau sur le style Romantisme national.
L'église offre 800 places assises sur une surface au sol de 235 mètres2.
L'orgue à 10 jeux a été fabriquée en  1923 par la Fabrique d'orgues de Kangasala.
Le retable a des vitraux intitulés  "Alfa ja Omega". Les cloches datent de 1946.